# NGC 1394
NGC 1394 (другие обозначения — ESO 548-60, MCG −3-10-21, PGC 13444) — линзообразная галактика (S0) в созвездии Эридана. Открыта Фрэнком Ливенвортом в 1886 году. Описание Дрейера: «очень тусклый, очень маленький объект, вытянутый в позиционном угле 170°, более яркий в середине и в ядре».
Этот объект входит в число перечисленных в оригинальной редакции «Нового общего каталога». Первая версия Индекс-каталога содержит исправленные координаты относительно указанных в Новом общем каталоге.
В поле зрения в 1° в окрестностях NGC 1394 содержатся восемь галактик NGC, но существенное различие их радиальных скоростей указывает на то, что они могут не быть частью одной группы. Визуально NGC 1394, NGC 1391 (посередине) и NGC 1393 составляют цепочку из трёх галактик, видимых в поле зрения при наблюдении в любительский телескоп с высоким увеличением. Цепочка вытянута в направлении с северо-востока на юго-запад. NGC 1394 — самая северная из трёх галактик; она выглядит как чётко очерченная полоска света со звездой поля, проецирующейся на северо-северо-западную оконечность.